# دائرة المشرية
دائرة مشرية هي إحدى دوائر ولاية النعامة الجزائرية.